# Mistrzostwa świata w biathlonie letnim
Mistrzostwa świata w biathlonie letnim zostały rozegrane po raz pierwszy w 1996 roku w austriackim Hochfilzen. Do 2009 roku odbywały się w formie biathlonu crossowego – strzelanie z biegiem przełajowym. Od 2006 roku rozrywane są na nartorolkach. Zawody organizowane są przez Międzynarodową Unie Biathlonu.

## Organizatorzy

### 1996–2005 (cross)
- 1996  Hochfilzen
- 1997  Kraków
- 1998  Brezno/Osrblie
- 1999  Mińsk/Raubiczy
- 2000  Chanty-Mansyjsk
- 2001  Duszniki-Zdrój
- 2002  Jablonec nad Nysą
- 2003  Forni Avoltri
- 2004  Brezno/Osrblie
- 2005  Muonio

### 2006–2009 (cross i nartorolki)
- 2006  Ufa
- 2007  Otepää
- 2008  Haute Maurienne
- 2009  Oberhof

### od 2010 (nartorolki)
- 2010  Duszniki-Zdrój
- 2011  Nové Město na Moravě
- 2012  Ufa
- 2013  Forni Avoltri
- 2014  Tiumeń
- 2015  Cheile Grădiștei
- 2016  Otepää
- 2017  Czajkowski
- 2018  Nové Město na Moravě
- 2019  Mińsk/Raubiczy
- 2020  Ruhpolding
- 2021  Nové Město na Moravě
- 2022  Ruhpolding
- 2023  Brezno/Osrblie
- 2024  Otepää